# Weltknuddeltag
Der Weltknuddeltag (seltener Weltkuscheltag, englisch National Hugging Day) ist ein weltweiter Aktionstag und wird mit Umarmungen begangen. Er findet jedes Jahr am 21. Januar statt.

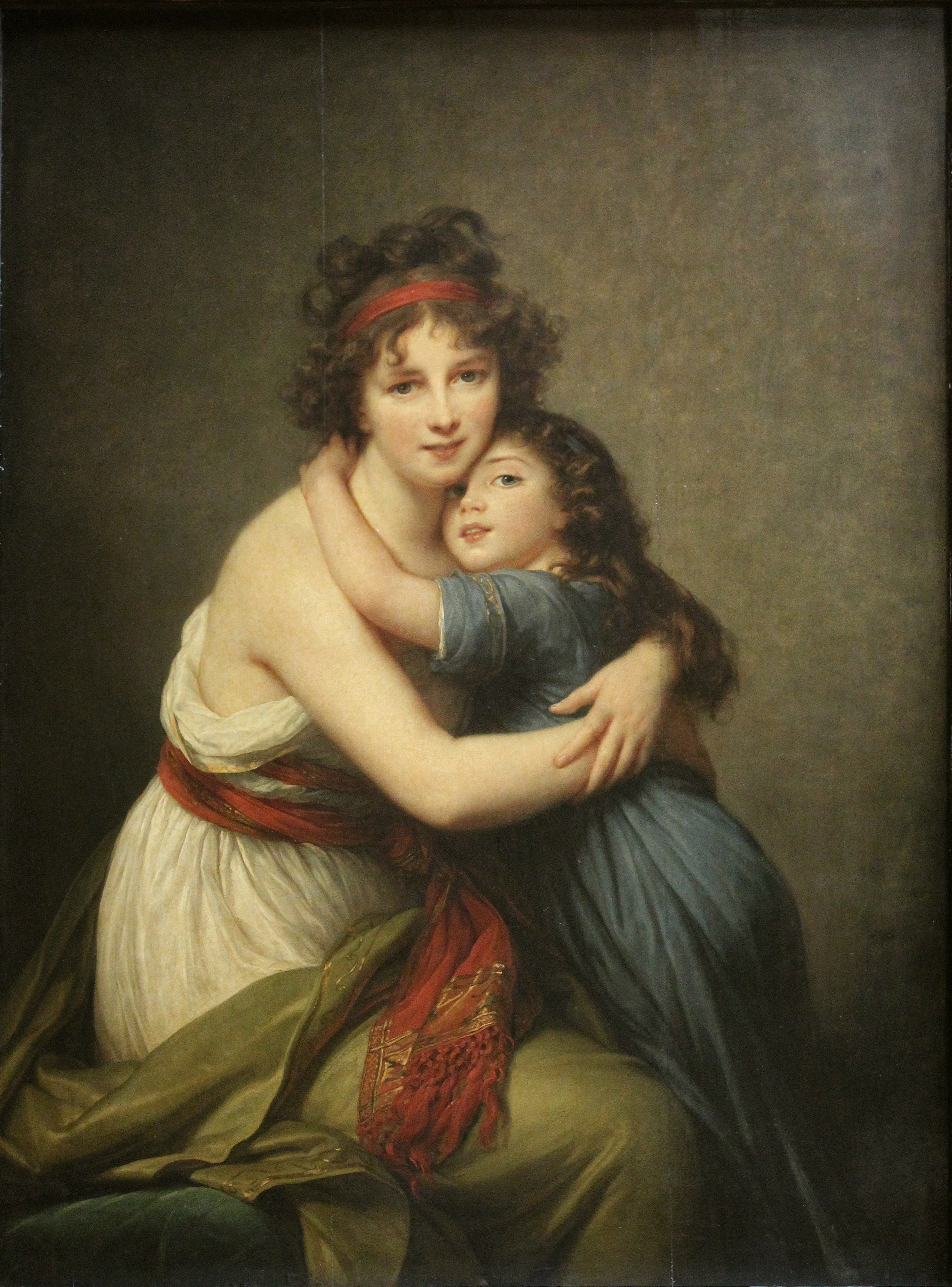
Selbstporträt von Élisabeth Vigée-Lebrun mit ihrer Tochter

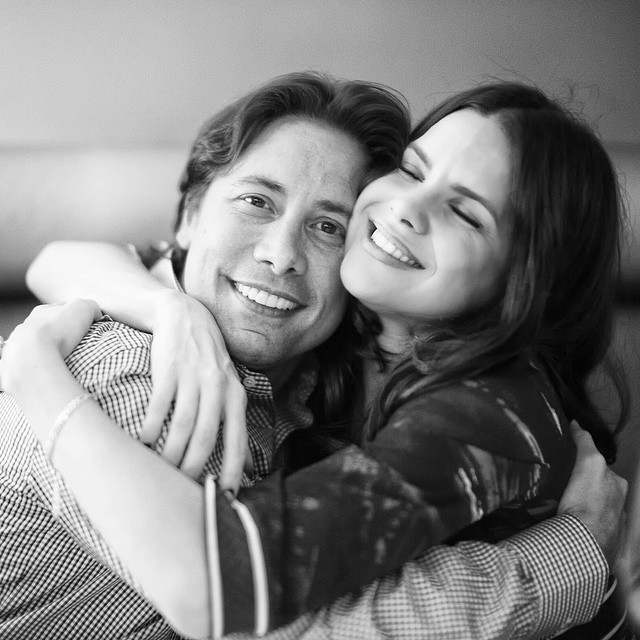
Umarmung

## Konzept
Der Weltknuddeltag wurde durch den US-amerikanischen Pfarrer Kevin Zaborney 1986 ins Leben gerufen und erstmals in der Stadt Caro, Michigan, begangen. Als Datum wählte Zaborney den zeitlichen Mittelpunkt zwischen Weihnachten als dem Fest der Liebe  und dem Valentinstag als dem Tag der Liebenden noch innerhalb der Winterzeit, da in dieser Zeit die trübe Stimmung sehr stark die Gefühlswelt beeinflusse.
Ziel des Tages ist es, die Gefühle in der Öffentlichkeit besser zum Ausdruck bringen zu können und einander näher zu kommen. Es ist ausdrücklich nicht das Ziel, wie bei der Free Hugs Campaign wildfremde Menschen auf der Straße zu umarmen. Man unterscheidet verschiedene Umarmungsformen, darunter den tröstenden big bear hug, consolent hug, mutual hug oder den pick-up hug.
Im Rahmen des Knuddeltags berichtete die Presse, dass Umarmungen auch zu einem langfristig verbesserten Immunsystem, einem verringerten Risiko für Herzkrankheiten sowie einem erniedrigten Spiegel des Stresshormons Cortisol bei Frauen beitrugen. Auch wurde berichtet, dass wenn sich Paare 20 Sekunden lang umarmen, ihr Oxytocin-Spiegel steigt. Diejenigen Pärchen, die sich in liebevollen Beziehungen befanden, hatten dabei die stärksten Oxytocin-Anstiege.
Über die seit 2004 bestehende offizielle Website zum Weltknuddeltag wird ebenfalls die am meisten zu knuddelnde Person des Jahres gewählt und gewürdigt. So wurde 2009 der US-Präsident Barack Obama gewählt, 2011 die chilenischen Minenarbeiter des Grubenunglücks von San José und 2017 der Fußballtrainer Jürgen Klopp.

## Weltknuddeltag unter COVID-19-Bedingungen
Unter den Bedingungen der COVID-19-Pandemie wird auf der Website des National Hugging Day vom üblichen Begehen des Tages mit Verweis auf die Empfehlungen des CDC und der WHO abgeraten und ein virtuelles Knuddeln empfohlen.